# Dyson EV
Dyson EV – niezrealizowany projekt elektrycznego samochodu osobowego typu crossover klasy wyższej opracowywany przez brytyjskie przedsiębiorstwo Dyson w latach 2015 – 2019.

## Historia i opis modelu
We wrześniu 2017 roku brytyjski przemysłowiec i wynalazca James Dyson ogłosił plany rozpoczęcia w 2020 roku sprzedaży osobowego samochodu elektrycznego będącego pierwszą taką konstrukcją w historii przedsiębiorstwa Dyson, które dotychczas skoncentorwane było na sprzęcie AGD. Prace konstrukcyjne nad pojazdem rozpoczęły się w 2015 roku, angażując do nich 400 inżynierów i 2 miliardy funtów. Dyson ujawnił też, że razem ze stowarzyszonymi konstruktorami prowadził pierwsze prace nad technologią pojazdów elektrycznych już w 1990 roku, na rok przed powstaniem Dyson Ltd.
W lutym 2018 roku ogłoszono, że plany Dysona obejmują wprowadzenie do sprzedaży gamy składającej się docelowo z 3 pojazdów, z czego przedstawiono szkice pierwszego z nich - dużego crossovera o aerodynamicznej sylweetce z dużym rozstawem osi, krótkim przednim zwisem i dużą kabiną pasażerską, z kolei w styczniu 2019 roku jednym z głównodowodzących projektem pojazdu Dysona został Roland Krueger, były menedżer w Infiniti.

### Anulowanie projektu
W październiku 2019 roku James Dyson ogłosił, że po 4 latach prac, w które zaangażował ponad 500 osób i równowartość 2,5 miliarda funtów, projekt samochodu elektrycznego został oficjalnie wycofany i zakończony. Dyson stwierdził, że zespół inżynierów skonstruował fantastyczny samochód, który jednakże po dokonaniu wnikliwych analiz nie jest możliwy do zrealizowania z powodu braku chętnych inwestorów do sfinalizowania projektu i wdrożenia go do planowanej produkcji w zakładach w Singapurze.

### Dane techniczne
Temat niezrealiowanego projektu samochodu elektrycznego Dysona powrócił w maju 2020, kiedy to James Dyson udzielił wywiadu brytyjskiemu magazynowi Autocar zdradzając szczegóły na temat ostatniej fazy projektu, wyglądu prototypu i jego specyfikacji technicznej, a także kulisy finansowe - przedsiębiorca wydał 500 milionów funtów własnych funduszy na anulowany projekt.
Dyson EV miał być napędzany przez dwa silniki elektryczne rozwijające moc 536 KM, które pozwalały rozwinąć 100 km/h w 4,8 sekundy i maksymalnie pojechać 201 km/h. Zasięg na jednym ładowaniu miał wynosić 600 mil, czyli ok. 965 kilometrów.